# Rue d'Amsterdam (Paris)
Pour les articles homonymes, voir Rue d'Amsterdam.
La rue d’Amsterdam se situe à la limite des 8e et 9e arrondissements de Paris, proche des quartiers de l'Europe et Saint-Georges.

## Situation et accès
Elle commence place de Clichy et se termine place du Havre.
Elle marque la frontière des 8e et 9e arrondissements, les immeubles et bâtiments portant un numéro impair sont rattachés au 8e tandis que les numéros pairs sont rattachés au 9e.

## Origine du nom
Comme beaucoup de rues dans le quartier de l'Europe, elle porte le nom d'une capitale européenne. Son nom correspond à la ville d'Amsterdam, capitale des Pays-Bas. La rue fut ainsi nommée pour célébrer les relations entre la France et les Pays-Bas.

## Historique
Cette rue est ouverte par une ordonnance du 2 février 1826, qui autorise les spéculateurs Jonas Hagerman et Sylvain Mignon à former sur leur lotissement des landes et des marais situés entre les Porcherons et la Petite-Pologne, une voie de 12 mètres de large, entre la barrière de Clichy et la rue Saint-Lazare. Elle prend sa dénomination actuelle le 5 août 1826.

## Bâtiments remarquables et lieux de mémoire
- No 8 : accès au métro et à la gare Saint-Lazare.
- No 22 : hôtel de Dieppe où le poète Charles Baudelaire (1821-1867) a demeuré en 1864, avant son départ pour la Belgique[1].
- No 24 : immeuble dans lequel mourut Alphonse Allais. Une plaque commémorative lui rend hommage[2].
- No 28 : escalier menant au cours Paul-Ricard où est situé, « The Island »,  le siège mondial de Pernod Ricard[3],[4].
- No 37 : l'auteur dramatique Maurice Ordonneau (1854-1916), y demeura en 1910[5].
- No 42 : Frédéric Millet (1786-1859)[6], artiste peintre en miniature, père d’Aimé Millet, y est mort le 20 octobre 1859[7].
- No 44 : Théodore Duret, écrivain, journaliste et critique d'art, y habita et y est mort le 16 janvier 1927[8].
- No 55 : emplacement de l'hôtel particulier avec jardin de la générale Clinchant, veuve du général Justin Clinchant (en 1910)[5]. Ce bâtiment a été détruit.
- No 61 : annexe ou collège du lycée Condorcet (anciennement son petit lycée)[9].
- N°71 : atelier du sculpteur Alphonse Lami en 1859[10]
- No 77 : l'écrivain Alexandre Dumas (1802-1870), y a habité en 1843[5] ainsi que le peintre Édouard Manet (1832-1883) qui y avait son atelier en 1879 et également le sculpteur André-Joseph Allar (1845-1926) et le peintre Jean-Joseph Weerts (1846-1927), qui y habitèrent en même temps en 1910[5] et le sculpteur Félix de Chaumont-Quitry en 1901.
- No 87 : herboristerie fondée en 1880[11].
- No 89 : Jules Favre (1809-1880), homme politique y demeura en 1869)[5].

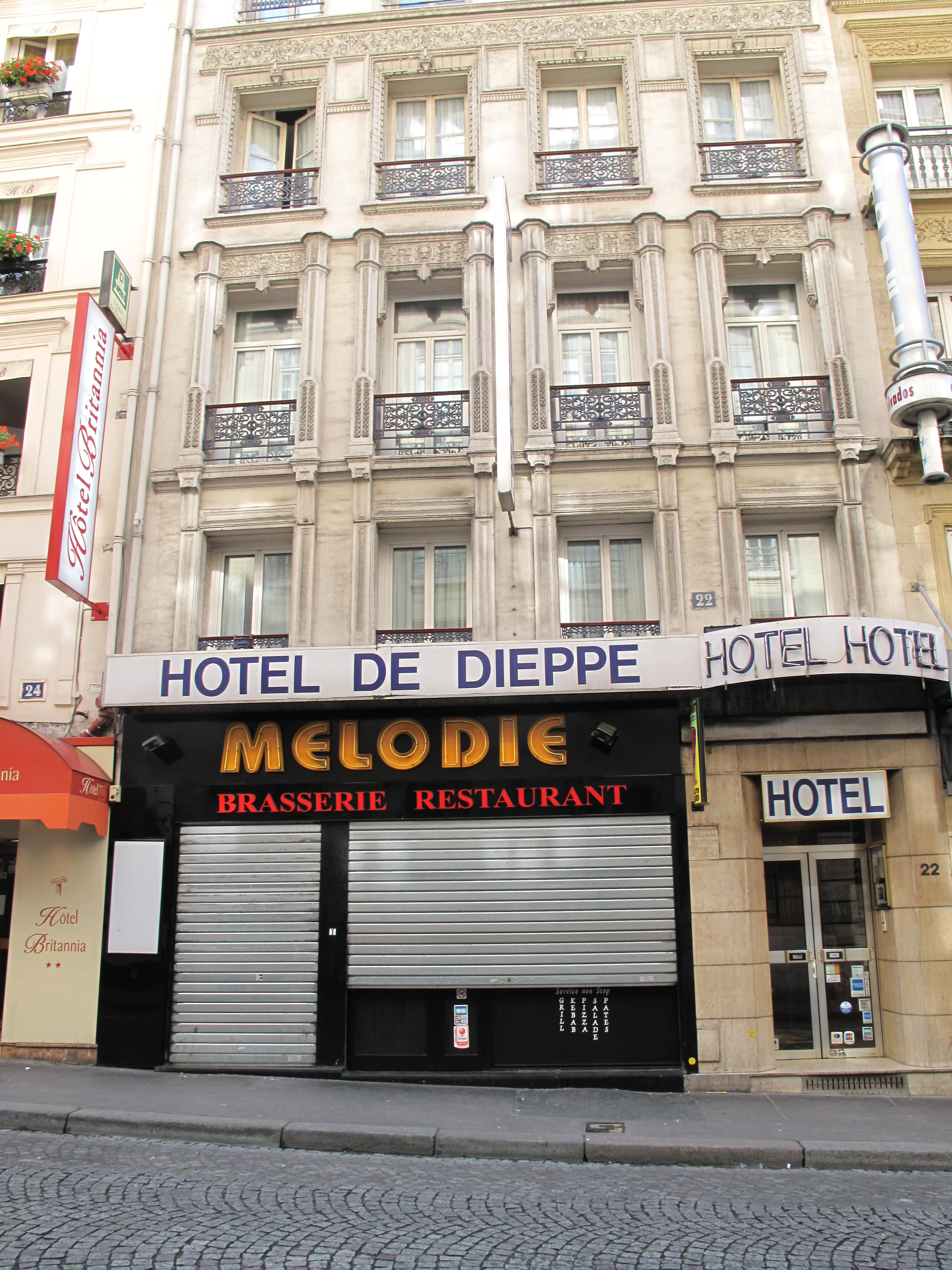
L'hôtel de Dieppe où vivait Charles Baudelaire avant son départ pour la Belgique.
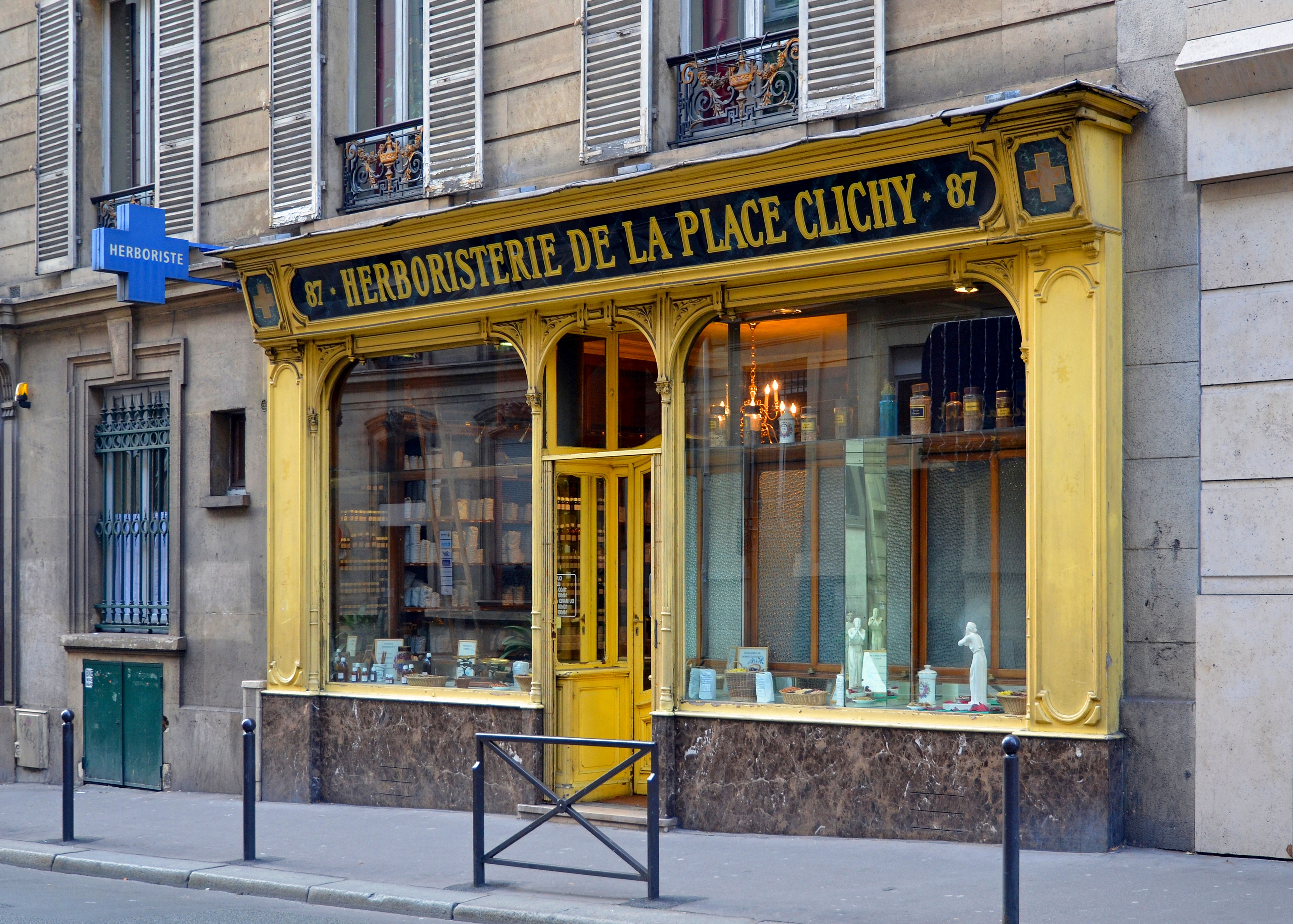
L'herboristerie au 87, rue d'Amsterdam.

## Dans la musique
- Dans la chanson Victoria (1980), Michel Sardou entonne : « Et je m'ennuie, rue d'Amsterdam ».

## Sources
- Félix de Rochegude, Promenades dans toutes les rues de Paris. VIIIe arrondissement, Paris, Hachette, 1910. .